# Hjoggböle
Hjoggböle, by i Bureå socken,  Skellefteå kommun, ligger mittemellan Skellefteå och Burträsk vid länsväg 364, 20 kilometer åt vardera hållen. Numera går länsvägen strax utanför byn. Byn är indelad i flera delar: Västra Hjoggböle, Östra Hjoggböle, Hjoggböleliden, Hjoggböleforsen, Falmarksheden och Sjön (där Hjoggböles fotbollsplan, ett bönhus och P.O. Enquists föräldragård ligger). Hjoggböle ligger i Bureå socken och skoldistrikt, och är numera den enda byn inom skoldistriktet som har en egen byskola. Hjoggböle hade under några år i mitten av 2000-talet en egen "lokaltidning", Byaskvaller.

## Kända personer
Hjoggböle är känt som "författarbyn". Förutom P.O. Enquist har även syskonen Kurt och Anita Salomonsson växt upp i byn "i huset med det rutiga taket". Hjalmar Westerlund fick fart på sin författarkarriär sedan han flyttat till Hjoggböleliden i vuxen ålder.
År 2012 beslöt kommunfullmäktige i Skellefteå kommun att namn på gatorna och kvarteren i det nya bostadsområdet Västra Eriksberg i Skellefteå skulle ges på temat Västerbottensberättare och våren 2015 skapades ett litet "Hjoggböle" med de fyra författarna;
gatunamnet Kapten Nemos gata med kvarteren Vattenbärerskan, Nattvandraren, Himlaharpan och Utmaningen.